# Csősz
Csősz är en ort (by) i provinsen Fejér i centrala Ungern. Orten har 967 invånare (2024), på en yta av 17,11 km². Den ligger cirka 17 kilometer söder om Székesfehérvár.